# Ренданг (блюдо)
Ренда́нг (индон. , малайск. и мин. rendang), реже ранда́нг или ронда́нг (мин. randang, rondang) — группа блюд падангской кухни, объединённая общим способом кулинарной обработки: очень длительным томлением в остро-пряном соусе на основе кокосового молока, который в итоге полностью выпаривается. Подобным образом могут готовиться самые различные продукты животного и, реже, растительного происхождения. Изначально ренданги служили праздничными блюдами, однако со временем превратились в повседневные кушанья, пользующиеся широчайшей популярностью.
Занимая исключительно важное место в падангской кухне, ренданг считается как её главным символом, так и одним из неформальных символов народа минангкабау в целом. Различные ренданги являются непременными составляющими традиционных падангских комплексных трапез — наси-паданга и наси-капау, а также принятых у этого народа коллективных застолий — макан-баджамба. Благодаря длительному тушению со специями большинство видов этих кушаний могут очень долго храниться при комнатной температуре — иногда до нескольких недель.
Существуют сотни видов ренданга, различающихся в плане основных ингредиентов, приправ и некоторых нюансов приготовления. Как правило, блюдо готовится из какого-то одного продукта и лишь иногда включает два или больше основных ингредиентов. Особой популярностью пользуются мясные ренданги, в особенности те, что готовятся из говядины и говяжьих субпродуктов. Именно они получили наиболее широкое распространение за пределами ареала расселения минангкабау — в различных регионах Индонезии, в сопредельных с нею Малайзии, Сингапуре и Брунее, а также в Нидерландах — бывшей метрополии Индонезии.

## Происхождение

Исторический ареал расселения народа минангкабау — «носителя» падангской кухни

Ренданг представляет собой один из основных традиционных способов приготовления пищи у суматранского народа минангкабау, кулинарная практика которого получила широкую известность на Малайском архипелаге и за его пределами как падангская кухня и стала одной из основных этнорегиональных составляющих индонезийской кухни. Этимология слова «ренда́нг» считается совершенно очевидной: оно представляет собой корневую основу минангкабауского глагола, означающего длительную жарку, томление, которая семантически близка к понятию «долго». В силу того, что в языке минангкабау существует несколько диалектных форм, это слово может произноситься с различными гласными в первом слоге — как ранда́нг, ронда́нг и ренда́нг. Последний вариант произношения получил наибольшее распространение у самих минангкабау, и именно он утвердился в близкородственных их языку индонезийском и малайском языках.
Общепризнанно, что становление данной кулинарной методики происходило под влиянием индийской кухни, которое с древних времён ощущалось на западносуматранском побережье, где проживают минангкабау, гораздо сильнее, чем на других территориях Зондских островов. Специалисты единодушно полагают, что прототипом для ренданга — как и для некоторых других падангских кушаний — послужило индийское карри. Однако отмечается, что в случае с рендангом итоговая разница с этим прототипом оказалась достаточно существенной: ренданг тушится в несколько раз дольше, чем карри, и, в отличие от него, к концу приготовления остаётся совершенно без соуса или с пренебрежимо малым его объёмом.
Существует предположение, что практика длительного томления продуктов при относительно невысокой температуре могла быть заимствована из португальской кухни в период 1510-х — 1640-х годов, когда Португальская империя владела Малаккой и оказывала достаточно сильное экономическое и культурное влияние на сопредельные территории Малайского архипелага. Подобной точки зрения придерживаются такие историки кулинарии, как канадка Жанет Буало (англ. Janet P. Boileau), главный редактор журнала «Taste&Travel Magazine», и индонезиец Фадли Рахман (индон. Fadly Rahman), преподаватель бандунгского университета «Паджаджаран».

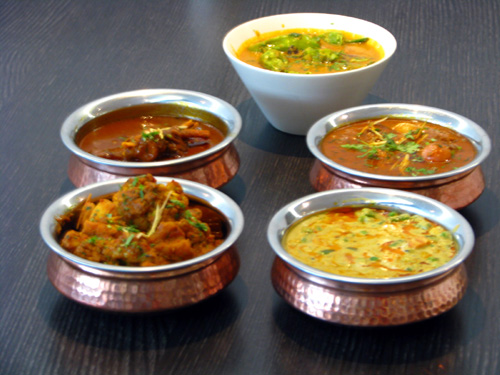
Индийский карри — прототип ренданга

Среди учёных нет единого мнения о времени появления ренданга. Некоторые специалисты рассматривают в этом качестве широкий период в пределах IV — X веков нашей эры, отдельные из них находят основания для более точной датировки VIII веком. Однако большинство исследователей сходится во мнении в пользу более позднего срока происхождения этого кушанья — первых столетий второго тысячелетия. При этом прослеживаются даже три основных «очага» возникновения этого блюда в пределах нынешней индонезийской провинции Западная Суматра, откуда в дальнейшем шло его распространение, — город Паякумбух и территории нынешних округов Агам и Танах-Датар.
Первые дошедшие до нашего времени упоминания о ренданге относятся к началу XVI века: это блюдо, в частности, фигурирует в одном из важнейших малайских литературных памятников того периода — «Повести об Амире Хамзе». В этой книге, представляющей собой адаптацию «Хамзанаме», перенесённую на местную почву, ренданг заказывает в харчевне один из главных героев:
... Ходжа Бузурджумхур Хаким зашёл в харчевню, где готовили ренданг из баранины, и сказал: „Подайте порцию бараньего ренданга на ваш выбор“. Оригинальный текст (малайск.)... Khoja Buzurjumhur Hakim pun pergi pula ke kedai orang merendang daging kambing, lalu ia berkata “beri apalah daging kambing rendang ini barang segumpal“

## Эволюция и распространение

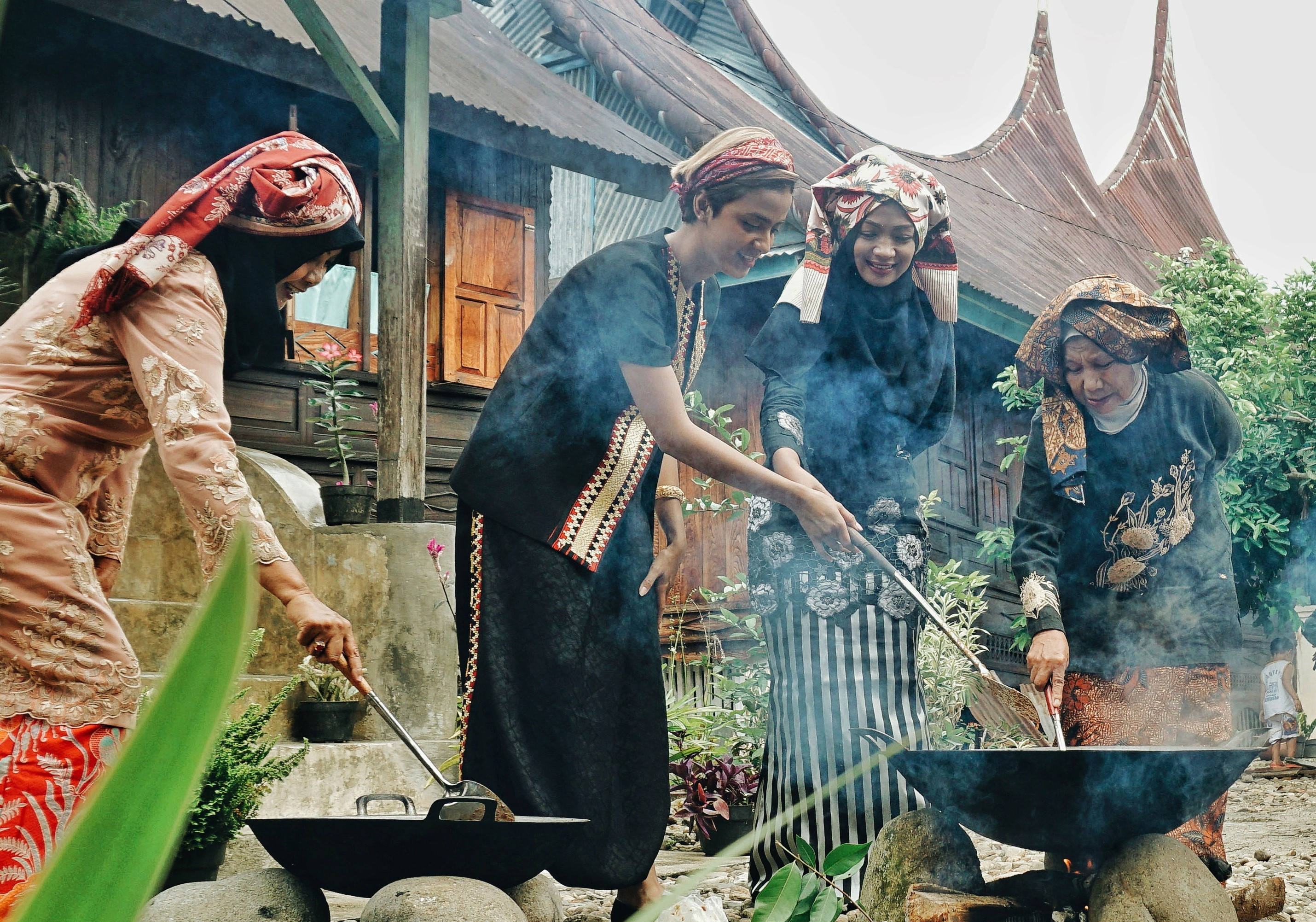
Приготовление ренданга в традиционной деревне минангкабау

После своего возникновения ренданг, очевидно, достаточно быстро вошёл в кулинарный обиход народа минангкабау и в итоге стал — наряду с гулаем и баладо — одним из трёх «столпов» падангской кухни. При этом его рецептура со временем становилась всё более разнообразной — по мере развития у минангкабау мясного животноводства и распространения среди них новых видов специй, пряностей и овощей, которые заимствовались из континентальной Азии либо из других районов Малайского архипелага, а позднее и акклиматизировались здесь европейскими колонизаторами. Кроме того, по мнению специалистов, на эволюции ренданга сказывалось и изменение социально-экономических условий жизни минангкабау. Так, например, если в относительно благополучные 1930-е годы практика приготовления мясных — наиболее традиционных — рендангов быстро расширялась, то в последующее десятилетие, на которое пришлись годы японской оккупации Индонезии и последующей борьбы страны за независимость, дороговизна и дефицит мяса вынуждали население осваивать приготовление рендангов из более дешёвых и доступных продуктов, в том числе из овощей и зелени.
Активные миграции минангкабау по региону, которые издавна были характерной особенностью социально-экономического уклада этого народа, способствовали быстрому распространению их кулинарных традиций среди соседних народов. При этом именно ренданг оказался в числе первых падангских блюд, популяризированных за пределами Западной Суматры. Это было связано с тем, что применяемые в нём специи и пряности обеспечивают длительную сохранность продуктов в условиях тропического климата, благодаря чему это кушанье наиболее часто использовалось в качестве съестного припаса путешественниками — мигрантами, моряками, рыбаками, торговцами и многочисленными паломниками, совершающими хадж. В первую очередь «экспорт» ренданга распространился на ближайших соседей минангкабау — малайцев, близких им в этнокультурном плане, которые в настоящее время населяют значительные территории Суматры, Малайского полуострова и Калимантана, — это предопределило значительную популярность ренданга в современных Малайзии, Сингапуре и Брунее. Вскоре с этими кушаньями познакомились такие суматранские народы, как ачехцы и батаки. До настоящего времени именно на Суматре популярность ренданга остаётся наиболее высокой, и именно на этом острове существует наибольшее количество разновидностей данного блюда.

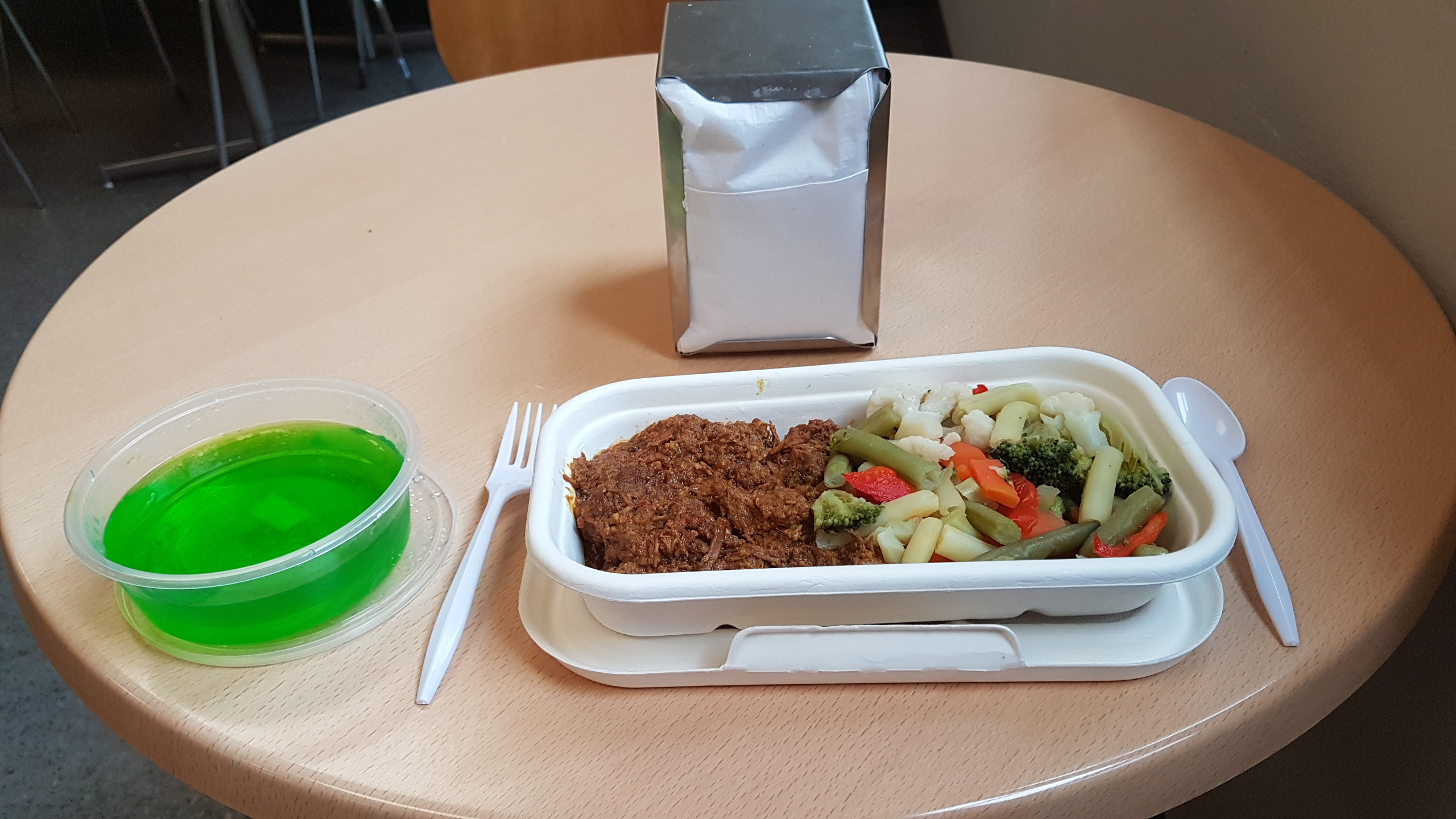
Говяжий ренданг, поданный в больничном кафе в Перте, Австралия

Более широкое распространение ренданга по Малайскому архипелагу произошло уже в XX веке. Так, в кулинарных рубриках газет и журналов, издававшихся в Нидерландской Ост-Индии в 1910-х годах, сообщается о возникновении широкого интереса к рецептуре этого кулинарного специалитета минангкабау во всех уголках колонии. Решающим фактором подобной популяризации ренданга стала высокая активность мигрантов-минангкабау в сфере ресторанного бизнеса. Ещё в колониальный период во многих городах Индонезии и Малайзии, а также в Сингапуре и Брунее привычными стали харчевни, специализирующиеся на падангской кухне, в которых заправляли выходцы с Западной Суматры. В последующие же десятилетия численность таких заведений многократно умножилась: так, только в столице Индонезии Джакарте на конец 2010-х годов насчитывалось около 20 тысяч предприятий общепита различного уровня, подающих традиционную еду минангкабау. В результате ренданг стал весьма хорошо знаком многонациональному населению четырёх вышеназванных государств. Также со временем он оказался в числе тех блюд индонезийской кухни, которые получили наибольшее распространение в Нидерландах — стране, в течение трёх столетий колонизировавшей Индонезию и сохранившей определённые культурные связи с ней в постколониальный период. В Нидерландах ренданги — преимущественно мясные — подаются в многочисленных этнических ресторанах и традиционно являются важнейшими компонентами рийстафеля — комплексной трапезы на индонезийский манер, достаточно популярной среди современных голландцев. Помимо этого, к началу XXI века это блюдо снискало определённую популярность в некоторых других странах Запада, прежде всего в тех, где проживают значительные общины выходцев с Западной Суматры, — в частности, в Австралии и Соединённых Штатах.

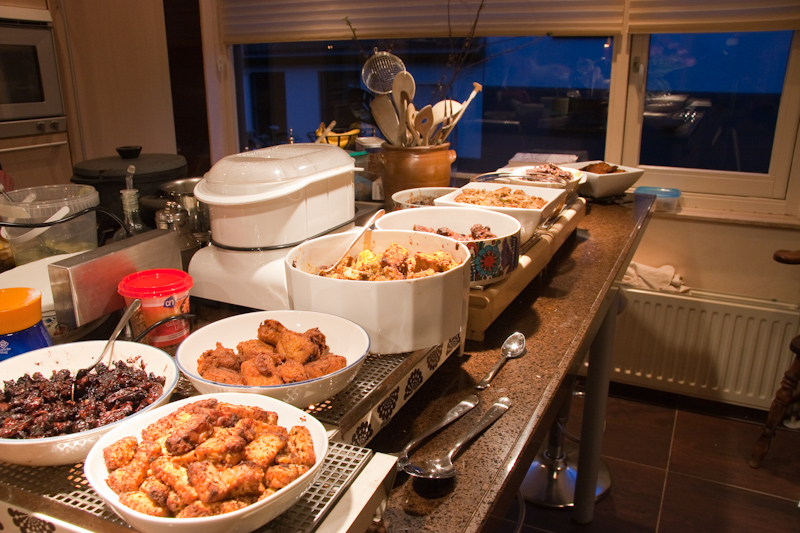
Рийстафель, сервированный по типу шведского стола в одном из индонезийских ресторанов Роттердама. В левом нижнем углу миска с рендангом

О высокой популярности ренданга на интернациональном уровне свидетельствуют ведущие мировые СМИ. Так, по итогам опроса 35 тысяч респондентов в различных странах мира, проведённого в 2011 году международной редакцией CNN, именно он занял первое место в списке «50 самых любимых блюд», а по итогам аналогичных опросов в последующее десятилетие неоднократно занимал места в первых двух десятках. При этом данное кушанье в высокой степени сохраняет свою изначальную «этническую» идентичность как национальное блюдо именно минангкабау (исключение в этом плане составляет Суматра, где малайцы и некоторые другие народы — соседи минангкабау уже считают это блюдо «своим»). Более того, социологические опросы и исследования подтверждают, что ренданг не только является самым известным блюдом падангской кухни, своего рода её «визитной карточкой», но и воспринимается в более широком контексте — как неформальный символ народа минангкабау.
С учётом особо значимой роли ренданга в кулинарных традициях минангкабау это блюдо в 2013 году было внесено в список Нематериального культурного наследия Индонезии, учреждённый индонезийским министерством образования и культуры в 2002 году. Позднее, в 2018 году, другое государственное ведомство — министерство туризма — включило ренданг в официальный список главных национальных блюд Индонезии, наряду с сате, наси-горенгом, гадо-гадо и сото, местным типом супов. Будучи одним из признанных кулинарных символов страны, это кушанье регулярно подаётся на дипломатических приёмах, проводимых индонезийскими посольствами за рубежом.

## Приготовление

### Основные продукты
Ренданг может готовиться из самого широкого спектра продуктов: из мяса, рыбы, птицы, яиц, и, реже, из некоторых видов овощей, зелени и даже фруктов. В силу того, что в хозяйственном укладе минангкабау традиционно высокую роль играет скотоводство, особой популярностью у них издавна пользуются мясные варианты ренданга, прежде всего приготовляемые из говядины и говяжьих субпродуктов. Из последних используются практически все: особенно часто в ход идут печень, мозг, сердце и лёгкие, некоторые рецепты предусматривают использование языка, требухи, почек и даже селезенки. Что касается собственно говяжьего мяса, то на этот счёт в падангской кухне существуют традиционные предпочтения. Наиболее ценные части говяжьей туши используются для ренданга редко — как по экономическим соображениям, так и в связи с тем, что они по ходу томления относительно быстро размягчаются, не успевая должным образом пропитаться соусом. Кроме того, ренданг не принято делать из таких жирных частей туши, как грудинка и пашина. Чаще всего в качестве сырья для этого кушанья в ход идут огузок, шея, лопаточная часть, рулька и голяшка.
Широко практикуется также использование для этих блюд козлятины, баранины, курятины и утятины. Буйволятина, по мнению специалистов, могла служить важнейшим сырьем для рендангов столетия назад — когда разведение мясных пород крупного рогатого скота ещё не получило столь широкого развития в соответствующих районах Суматры, однако сейчас в этом качестве она используется достаточно редко. Часто в ход идут куриные и утиные яйца, иногда — перепелиные. Немалым разнообразием отличаются ренданги из рыбы — как морской, так и речной: среди первой чаще всего используются различные виды макрелей и луцианов, малый восточный тунец и южноазиатская тропическая скумбрия, среди вторых — местные виды пангассий и змееголовов. Также достаточно часто это кушанье готовят из морепродуктов — моллюсков (опять же, как морских, так и речных), креветок и кальмаров. Существуют рецепты ренданга из улиток и даже из змей, которые пользуются весьма ограниченной популярностью. За пределами Индонезии для ренданга иногда используют виды мяса, совершенно необычные для абсолютного большинства индонезийцев: так, например, в Австралии это кушанье готовят из кенгурятины.
Свинина, с учётом принадлежности абсолютного большинства минангкабау к мусульманской вере и строгого соблюдения ими соответствующих пищевых запретов, в падангской кухне не используется. В то же время свиные ренданги иногда готовят представители немусульманских народов Индонезии — например, балийцы. Однако если на Бали, где абсолютное большинство населения составляют индуисты, община минангкабау крайне незначительна, а свинина традиционно пользуется большой популярностью, такая вариация ренданга воспринимается вполне естественно, то в преимущественно мусульманских регионах — особенно там, где проживает значительное количество минангкабау — она нередко вызывает недовольство. Так, в июне 2022 года в Джакарте присутствие в меню одного из ресторанов свиного ренданга возбудило серьезный скандал, имевший достаточно заметный медийный резонанс. Депутаты Совета народных представителей от Западной Суматры Андре Росиадэ и Гуспарди Гаус потребовали законодательного запрета использования названия «ренданг» применительно к блюдам общепита, содержащим свинину, мотивируя это тем, что столь кощунственный подлог оскорбляет религиозные чувства народа минангкабау. В итоге владелец ресторана был доставлен в отделение полиции для «воспитательной беседы», после чего принес публичные извинения и обязался переименовать в меню злополучное блюдо так, чтобы оно не вызывало ассоциации с падангской кухней.
Значительно реже, чем животные продукты, для этих блюд используются продукты растительного происхождения. Однако, даже будучи в явном меньшинстве, «вегетарианские» ренданги отличаются достаточным разнообразием. Сырьём для них могут служить тофу, темпе, мякоть молодого джекфрута, картофель, маниок, баклажан, стручковая фасоль, вигна, морковь, паркия красивая, соцветие банана, плоды дерева Archidendron pauciflorum, а также листья некоторых деревьев и кустарников.
Как правило, основа ренданга бывает однокомпонентной. Лишь изредка в блюде смешивается два или более продукта: например, к мясу или птице могут добавляться тофу, картофель, фасоль, лук или орехи, стручковая фасоль может смешиваться с мякотью джекфрута или морковью, говяжья печень — с плодами Archidendron pauciflorum, а маниок — с солёной рыбой. Как на Суматре, так и в Малайзии ренданг иногда готовят из смеси нескольких различных говяжьих субпродуктов — как правило, из лёгких, печени и селезёнки.
Баранину, козлятину, буйволятину, а также рыбу больших размеров для ренданга обычно нарезают кусками, величина которых может всячески варьироваться. В отношении же говядины в среде минангкабау, а также у многих малайцев сохраняется традиционный подход: ренданг, предназначенный для праздничного стола, обычно готовится из целого большого куска мяса, тогда как в ренданг для обыденной трапезы говядина нарезается. Нарезка этого вида мяса имеет множество вариантов: как правило, мельче всего нарезаются наиболее жёсткие и жилистые части туши. Существуют даже рецепты ренданга из бесформенной массы говяжьего фарша и из говяжьих фрикаделек – последний весьма популярен в Малайзии. Такие субпродукты, как лёгкие, требуха и почки, всегда нарезаются, а мозг, печень, сердце и язык могут готовить как целиком, так и кусочками. Морепродукты и мелкую рыбу, как правило, готовят целиком, а куриные и утиные тушки разрезают на несколько частей. При этом, если мясо и птица идут в ренданг в сыром виде, то субпродукты, моллюски и некоторые виды рыбы часто предварительно отвариваются. Кроме того, существуют популярные рецепты реданга из вяленой либо солёной рыбы, а также из говяжьего денде́нга — индонезийской версии джерки. Овощи, как правило, идут в ренданг целиком: это относится и к картофелю, который для этого блюда традиционно берётся некрупный. Мякоть джекфрута, соцветие банана, а также тофу и темпе обычно нарезаются для этого блюда небольшими кусками. По-разному могут использоваться яйца — как целиком, так и в нарезанном виде. Кроме того, немалой популярностью пользуется ренданг, приготовляемый из взбитых яиц, сильно загущённых мукой: перед тушением эту смесь раскатывают тонким слоем и нарезают полосками.
Готовое блюдо в абсолютном большинстве случаев называется по исходному продукту: «говяжий ренданг» (индон. rendang sapi), «куриный ренданг» (индон. rendang ayam), «ренданг из печени» (индон. rendang hati). Вместе с тем существуют также некоторые традиционные названия, не указывающие на состав ренданга. Например, вышеупомянутый ренданг из нескольких различных говяжьих субпродуктов — обычно лёгких, печени и селезёнки — и у индонезийцев, и у малайзийцев обычно называется просто «смешанный ренданг» (индон. rendang campur), без уточнения его состава. Изредка встречаются и совсем «отвлечённые» названия. Так, популярный в западномалайзийском штате Перак ренданг из мелко нарезанной говядины или буйволятины с определённым набором специй называется «реданг-ток» (малайск. rendang tok), что буквально можно перевести как «стариковский ренданг» (ток — принятое в Пераке уважительное дополнение к имени пожилого мужчины). Большое разнообразие рендангов присуще в основном минангкабау и малайцам, тогда как за пределами территорий проживания этих народов известен прежде всего говяжий, наиболее популярный вариант блюда. В этой связи во многих регионах Индонезии и в еще большей степени в странах Запада именно последний часто называется просто словом «ренданг» без каких-либо уточнений.

### Основные приправы

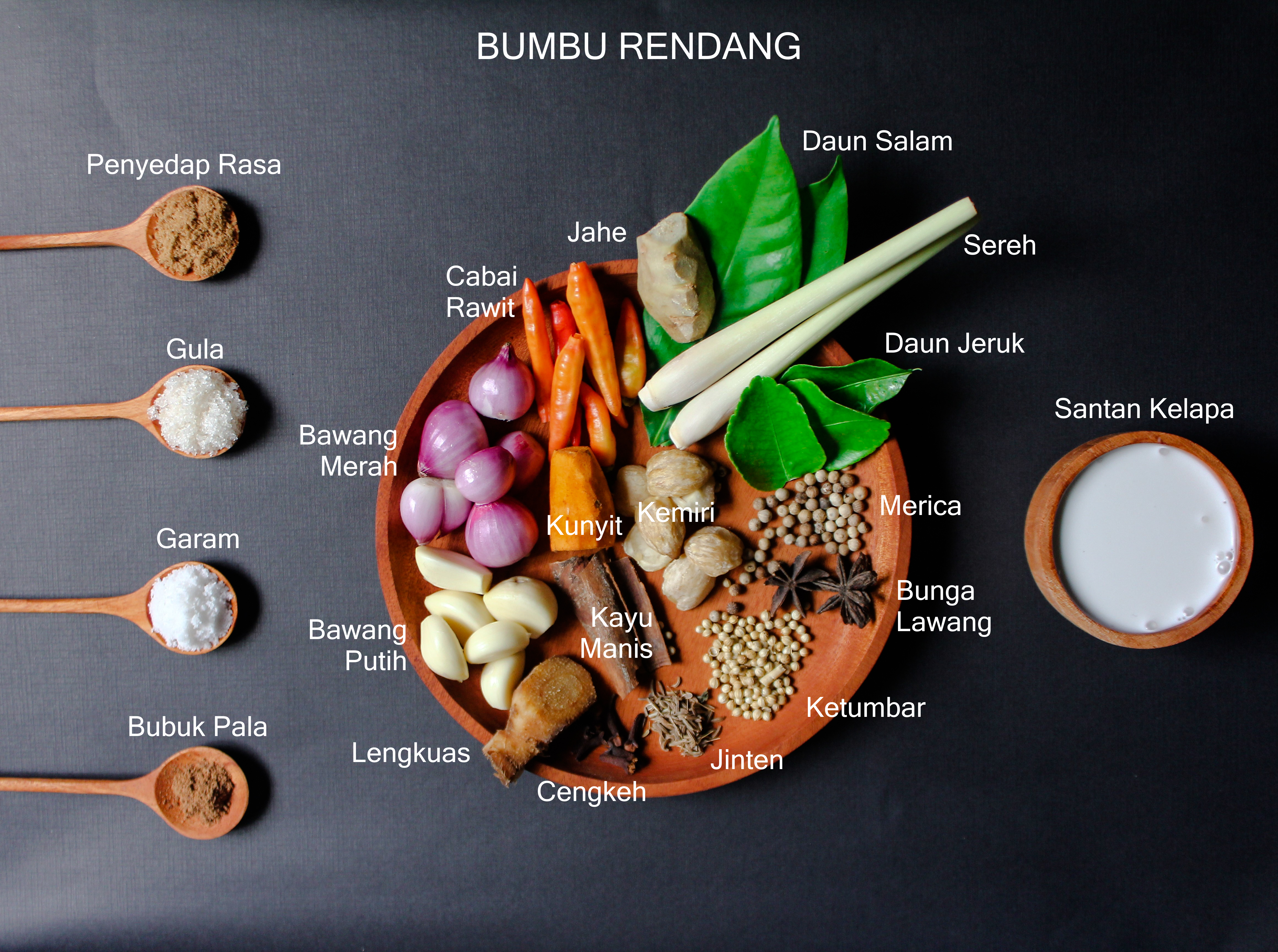
Классический набор специй для ренданга. Красный перец превалирует в «прибрежных» рендангах, чёрный — во «внутренних»

Для всех видов ренданга — как, в принципе, и для абсолютного большинства падангских блюд вообще — характерно использование значительного количества приправ: специй и пряностей. Вместе с тем в плане объёма и номенклатуры этих приправ в падангской кухне принято выделять две разновидности рендангов, которые традиционно называют «прибрежными» — ренданг песи́сир (мин. rendang pesisir) и «внутренними» — ренданг даре́к (мин. rendang darek). Это связано с тем, что такие вариации данного кушанья характерны для соответствующих районов Западной Суматры: «прибрежные» — для приморских, а «внутренние» – для удалённых от моря, преимущественно гористых территорий. В целом, в составе минангкабау исторически выделяются две основные группы — обитатели прибрежных и внутренних областей, которые имеют достаточно заметные этнокультурные различия, прослеживающиеся и в кулинарной сфере.
«Прибрежные» ренданги считаются более древним вариантом: они заправляются приправами намного более обильно, а сам набор этих приправ более разнообразен и в значительной степени совпадает с изначальной рецептурой рендангов, сложившейся в своё время под влиянием индийской кухни. Во многих таких блюдах используется полтора десятка, а в некоторых даже большее количество различных специй и пряностей, в числе которых неизменно присутствует внушительная порция красного перца чили — иногда нескольких его сортов. Большое количество красного перца придаёт «прибрежным» рендангам характерный ярко-коричневый цвет, который, в зависимости от других приправ и особенностей основного продукта, может принимать различные оттенки — от золотистого, бежевого или красноватого до шоколадного. Помимо перца чили, подобные ренданги обычно приправляются имбирём, куркумой, кориандром, чесноком, челнобородником лимонным, кардамоном, гвоздикой, калганом, лумбангом, бадьяном, корицей, мускатным орехом, тамариндом, листьями лайма, лавра индийского, а также мелко нашинкованными репчатым луком и луком-шалотом. В результате кушанья этого типа приобретают резкий острый вкус, устойчивый пряный аромат и могут храниться особенно долго. Именно «прибрежные» ренданги традиционно служили съестными припасами для многочисленных путешественников-минангкабау, и именно они снискали наибольшую известность за пределами Западной Суматры. В самой же этой провинции они в настоящее время пользуются популярностью прежде всего в её административном центре Паданге, городе Париаман, округах Паданг-Париаман, Южный Песисир, Пасаман и Западный Пасаман.
«Внутренними» традиционно называют ренданги, для приготовления которых используется более ограниченный набор специй, в котором в качестве основной составляющей непременно фигурируют различные производные чёрного перца и весьма часто чёрный тмин. Перец чили же в этих кушаньях, как правило, не используется вовсе либо добавляется в совсем небольших дозах. В остальном во «внутренних» рендангах в ход идут те же специи, что и в «прибрежных», однако в заметно меньших объёмах и, как правило, не более чем 5—6 видов на кушанье. Благодаря обилию чёрного перца, а также чёрному тмину ренданги этого типа приобретают значительно более тёмный цвет — либо почти чёрный, либо какой-то из наиболее глубоких оттенков коричневого. Они имеют заметно менее жгучий вкус, хотя, несомненно, тоже являются достаточно острыми, тем более на вкус европейца, и обычно могут храниться не так долго, как «прибрежные» — хотя, опять же, достаточно долго. Такие ренданги пользуются популярностью преимущественно в городах Букиттинги, Паданг-Панджанг и Паякумбух, округах Агам, Лима-Пулух-Кота и Танах-Датар. За пределами Западной Суматры они известны в значительно меньшей степени, нежели «прибрежные» ренданги: даже в действующих там падангских ресторанах их подают нечасто. Это обусловлено тем, что мигрантами традиционно становятся именно минангкабау, населяющие приморские районы, тогда как жители внутренних областей склонны к оседлому образу жизни.

### Кулинарный процесс
Общим для всех видов ренданга является способ приготовления: очень длительное томление продуктов в остро-пряном соусе на основе кокосового молока. По классическим рецептам специи и пряности, предназначенные для ренданга, измельчаются в ступке с помощью песта, однако в настоящее время для этих целей широко используются кухонные блендеры. Кроме того, современная пищевая промышленность Индонезии, Малайзии и Сингапура выпускает большой ассортимент готовых наборов приправ для ренданга, в которых специи и пряности уже должным образом измельчены. В измельчённом виде приправы несколько минут прожаривают в растительном масле и добавляют в кокосовое молоко, заранее разогретое в глубокой металлической или, реже, в керамической посуде. Образовавшаяся в результате этого полужидкая маслянистая масса некоторое время перемешивается для придания ей однородного состояния, после чего в неё закладывается основной продукт и начинается его тушение на медленном огне, которое продолжается не менее пяти-шести, а часто — до восьми-девяти часов. Более того, в индонезийских СМИ сообщается о разновидностях ренданга, требующих томления в течение суток. Быстрее других, как правило, готовятся ренданги из качественного мяса молодых животных, в частности — из телятины, а наиболее долго — из наименее ценных частей говяжьей или буйволиной туши.
Сначала температура готовящегося блюда некоторое время — обычно не более часа — поддерживается на уровне примерно 120 °C. Если ренданг готовится из нарезанного продукта, то он в это время тщательно перемешивается, а если из одного крупного куска, то последний многократно переворачивается: это делается для того, чтобы продукт равномерно протушился и пропитался соусом. Затем температура снижается и до конца томления остаётся достаточно низкой — обычно в пределах 80—95 °C. Никаких дополнительных манипуляций с продуктом на этом этапе уже не производится. Приготовление заканчивается, когда в ёмкости не остаётся жидкости: часть её впитывается основным продуктом, другая часть — выпаривается в процессе томления. Готовое блюдо представляет собой тушёный продукт без соуса или с минимальным его количеством. Иногда загустевшие остатки соуса налипают на продукт, образуя на нём неравномерную, чуть влажную корочку. Во многих случаях готовый ренданг в течение какого-то времени выделяет из себя небольшое количество маслянистой жидкости коричневого или тёмно-оранжевого цвета, из-за чего кушанье в итоге приобретает-таки некое подобие соуса. Цвет и аромат ренданга определяются главным образом использованными в нём приправами.
Иногда в некоторых регионах Индонезии за пределами Суматры, а ещё чаще в Малайзии, Сингапуре и Нидерландах, рендангом называют также блюдо, приготовленное аналогичным образом, но путём менее продолжительного тушения и, соответственно, сохраняющее значительное количество соуса. В оригинальной же падангской кухне такое кушанье хотя и существует, однако не относится к рендангам, а классифицируется как иной вид блюд — ка́лио. Ещё в большей степени от ренданга отличается другое традиционное блюдо падангской кухни, приобретшее широкую популярность во всей Индонезии и немалую известность за её пределами — гулай, который также готовится посредством тушения различных продуктов в соусе на основе кокосового молока со сходным набором специй. Однако в случае с гулаем кокосовое молоко добавляется уже по ходу тушения, которое, в свою очередь, продолжается сравнительно недолго — обычно не более получаса, реже — в пределах часа, за счёт чего это блюдо сохраняет обильную жидкую подливку.

## Разновидности

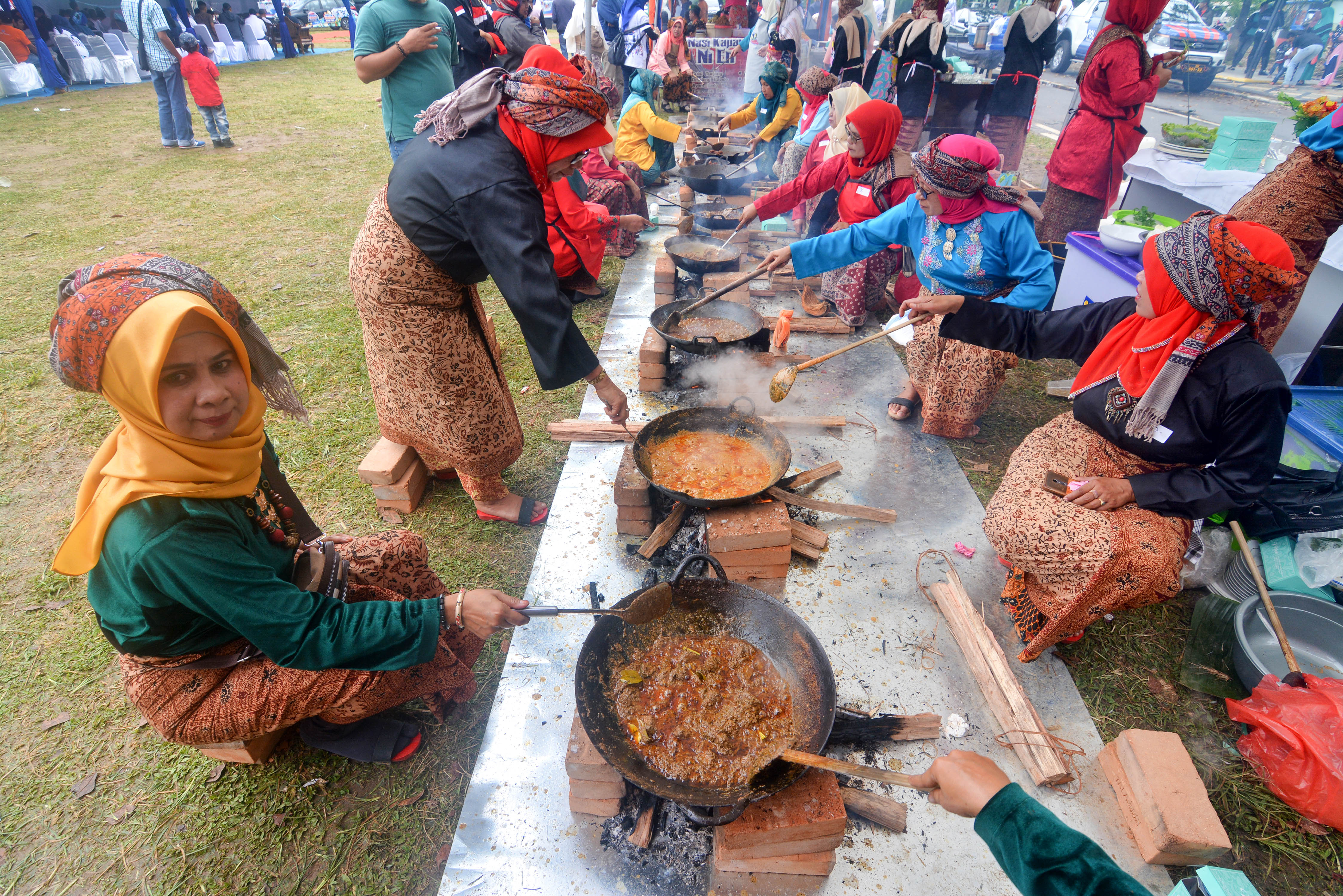
Приготовление различных видов ренданга на ярмарке на Западной Суматре

В Индонезии, Малайзии, Сингапуре и Брунее практикуется приготовление сотен видов ренданга. При этом на национальном уровне кулинарные нюансы этого блюда весьма невелики. Так, в Малайзии, Сингапуре и Брунее ренданги часто томят не так долго, как в Индонезии, в результате чего во многих из тамошних видов этого кушанья сохраняется некоторое количество соуса, а сам продукт остаётся более сочным, однако может храниться не столь долго. Что касается различий по исходным продуктам и по набору приправ, то они более или менее существенно проявляются не столько по странам, сколько по регионам — в зависимости от местных кулинарных устоев и употребительности тех или иных продуктов, специй и пряностей.
Наиболее широкой номенклатурой этих блюд отличается их родина — Западная Суматра. Специалисты индонезийского министерства образования и культуры выявили около 400 рецептов данного кушанья, которые в ходу у жителей этой относительно небольшой провинции. Некоторые из столь многочисленных видов ренданга распространены в провинции повсеместно, другие же являются специалитетами лишь отдельных населённых пунктов или местностей. При этом в подборе продуктов для них просматривается определённая региональная специфика, обусловленная естественными природными факторами. Так, в прибрежных районах Западной Суматры морская рыба и морепродукты традиционно используются для рендангов значительно чаще, чем во внутренних. Кроме того, во внутренних гористых местностях, отличающихся более прохладным климатом и плодородными почвами, более многочислен ассортимент овощных рендангов, хотя и там они остаются в меньшинстве.

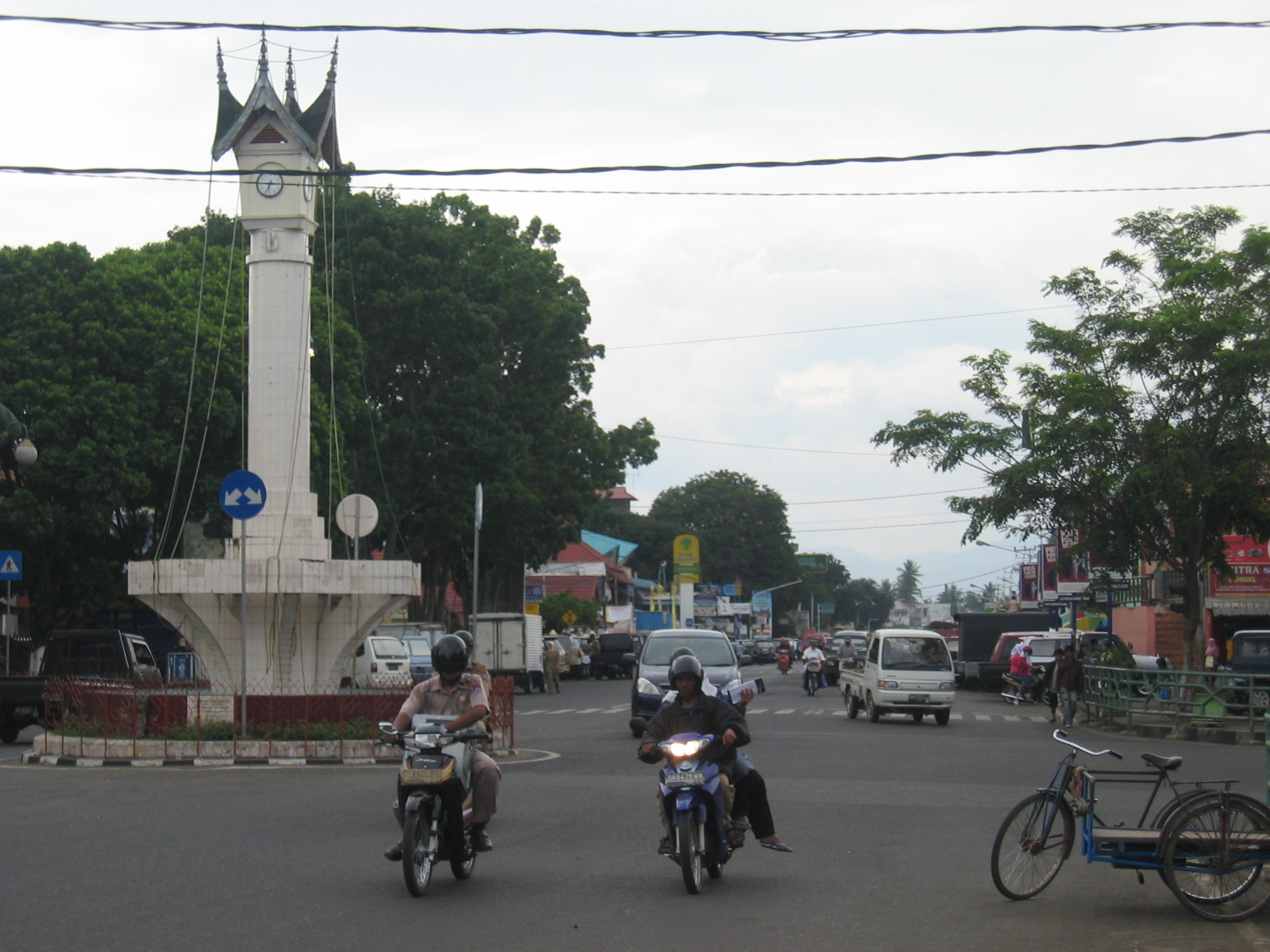
Город Паякумбух, известный как «Ренданговая деревня»

Особым многообразием рендангов издавна славится западносуматранский город Паякумбух, расположенный на северо-востоке провинции. Этот достаточно небольшой населённый пункт является родиной по крайней мере трёх десятков видов данного блюда, среди которых особой популярностью пользуются ренданги из рубленой говядины, из говяжьих лёгких, из пресноводного угря, из местной разновидности змееголова и из джекфрута. Благодаря такому разнообразию рецептов ренданга за Паякумбухом закрепилось прозвище «Ренданговая деревня», которое местные власти охотно афишируют для привлечения в город туристов.
Родиной утиного ренданга и ренданга из листьев дерева баккорея Мотли считается Букиттинги, ренданга из морских моллюсков — Париаман, из пресноводных моллюсков рода Polymesoda — район озера Манинджау. В поселении Сималанганг округа Лима-Пулух-Кота готовят один из наиболее своеобразных рендангов: в кокосовом молоке со специями там томят крупные клёцки, которые готовятся из муки, сделанной из чёрного риса, и имеют соответствующий цвет. Во многих других поселениях этого округа особой популярностью пользуются ренданги из смеси нарезанного кубиками маниока с мелкой вяленой рыбой и из нарезанных кружочками варёных яиц, в районе Бонджол округа Пасаман непременным атрибутом любого праздничного застолья является ренданг из папоротника.

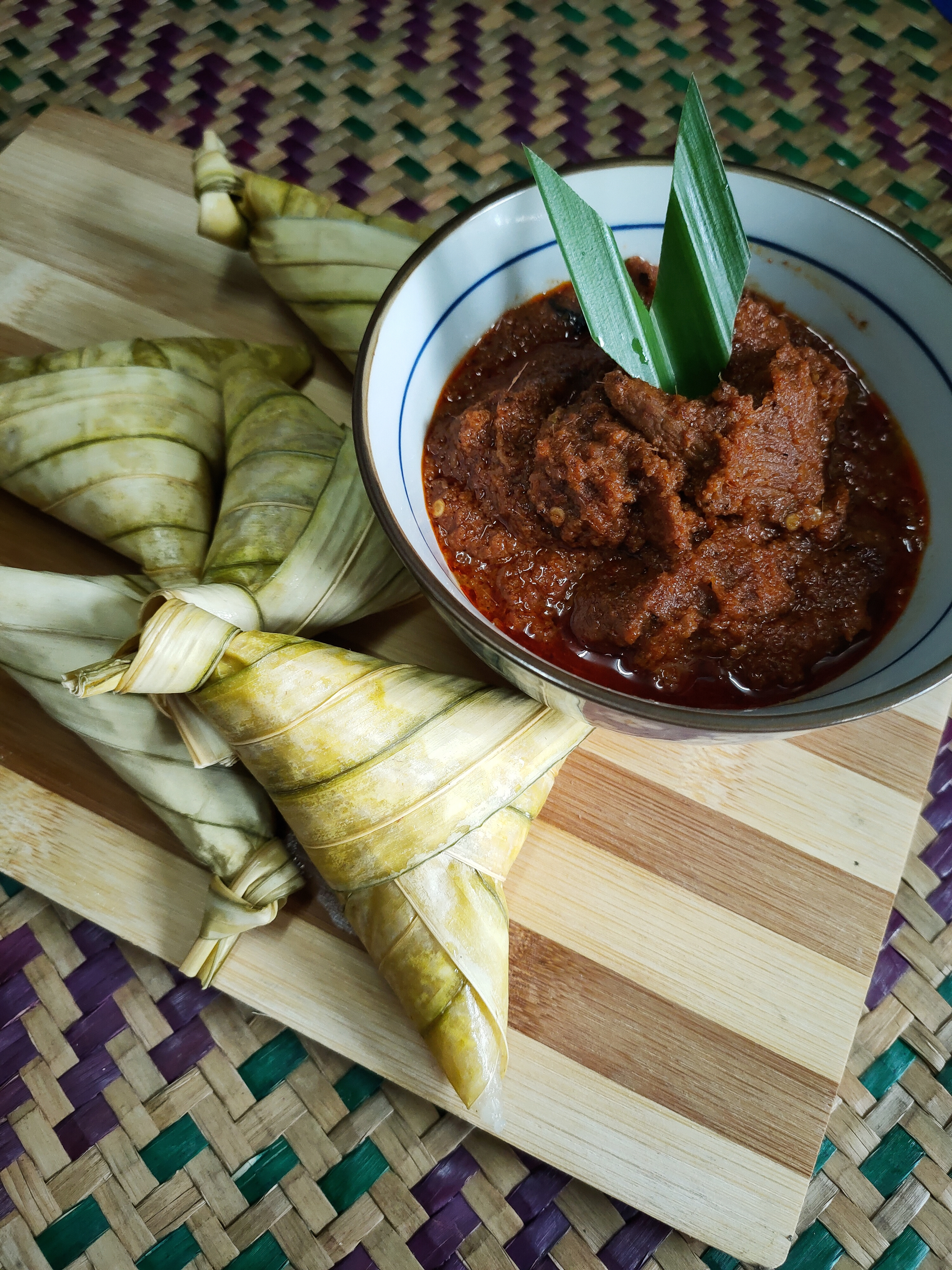
Ренданг «по-стариковски» с треугольными кетупатами. Перак, Малайзия

За пределами Западной Суматры разнообразие рендангов снижается по мере удаления от этой индонезийской провинции. У близкородственных минангкабау малайцев — как тех из них, что населяют сопредельные районы Суматры, как и тех, что живут с другой стороны Малаккского пролива, в Западной Малайзии, — в ходу многие десятки рецептов этого кушанья. У других народов Суматры их ассортимент уже заметно меньше, а на территории остальной Индонезии широкой популярностью пользуются главным образом достаточно однотипные говяжьи ренданги — остальные вариации этого блюда нечасто готовятся за пределами падангских ресторанов или семей выходцев с соответствующих суматранских территорий. Лишь изредка у некоторых народов Индонезии изобретается какой-то собственный вид ренданга, предусматривающий использование нетрадиционного продукта. Помимо уже упоминавшегося свиного ренданга, освоенного балийцами, это, например, ренданг из мяса питона, который является изобретением даяков, проживающих в округе Ландак индонезийской провинции Западный Калимантан. Вместе с тем существуют некоторые нюансы в плане наборов специй, характерные для некоторых крупных регионов Индонезии. Так, например, на Яве ренданги готовятся, как правило, с не столь разнообразным набором специй, как на Суматре или в Западной Малайзии, бывают обычно несколько менее острыми и часто приобретают сладковатый привкус за счёт добавления в соус обычного или пальмового сахара. Ближе к яванскому варианту — в плане специй и сахара — традиционно готовят ренданги и на индонезийском Калимантане. Кроме того, там это кушанье нередко приобретает не тёмно-коричневый, а более яркий красноватый оттенок — благодаря особому сорту местного красного перца.

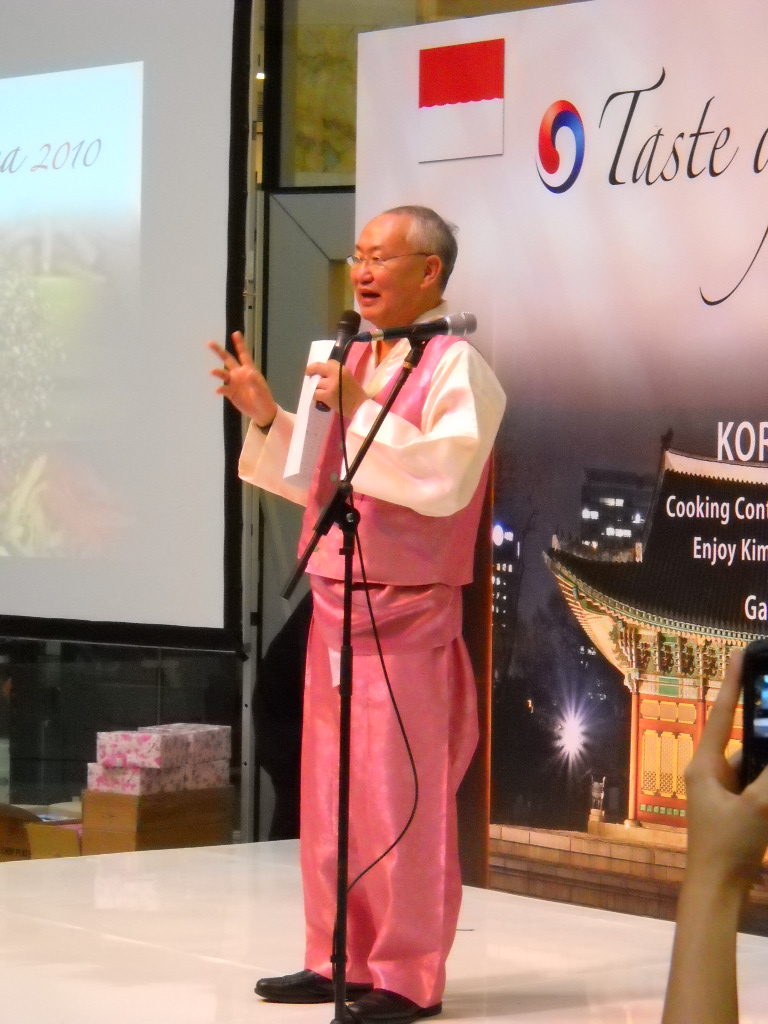
— известный индонезийский кулинар, изобретатель нетрадиционных рендангов

Индонезийские специалисты отмечают определённую изменчивость «моды» на те или иные ренданги. Так, по наблюдениям экспертов падангского Совета по сохранению культурного наследия, ренданг из баранины, изначально пользовавшийся широким спросом во многих районах Западной Суматры, в настоящее время стал кулинарной редкостью: последними «очагами» популярности этого кушанья остаются некоторые поселения округа Агам. В то же время набирают популярность некоторые нетрадиционные виды ренданга. Например, в городе Паякумбух и округе Лима-Пулух-Кота всё чаще готовят это блюдо из подобия яичного пашота: сырые яйца взбивают с красным перцем и другими специями, разливают эту смесь в небольшие пластиковые пакеты, варят, после чего извлечённую из пакетов массу томят в кокосовом молоке с приправами.
Новые виды рендангов возникают не только в народной среде, но и иногда изобретаются мэтрами высокой кухни. Подобные инновации зачастую предполагают использование самых экзотических продуктов. Так, известный индонезийский кулинар Вилям Вонгсо, обладатель ряда международных регалий, пытается популяризировать ренданг из мяса летучих лисиц, утверждая, что именно он является самым вкусным из всех видов данного кушанья. Кроме того, в ходе гастрономического турне по странам Африки Вонгсо пробовал готовить ренданг из верблюжатины и объявил о намерении опробовать в качестве сырья для этого кушанья мясо слона и гиппопотама.
Иногда приготовление ренданга из необычного сырья становится спонтанным решением, вызванным необычной ситуацией. Так, в июне 2018 года широкий отклик в индонезийских СМИ получил случай, имевший место на окраине крупного яванского города Тангеранг-Селатан. Там мясо для ренданга обеспечил крокодил, сбежавший из регионального центра спасения рептилий: пустив, с санкции руководства центра беглеца под нож, группа местных жителей наслаждалась экзотическим кушаньем в ходе просмотра трансляции Чемпионата мира по футболу из России.

## Подача и употребление
Изначально и весьма долго ренданг — в силу длительности и трудоёмкости его приготовления — не был обычным повседневным блюдом. На протяжении столетий он готовился либо в качестве съестного припаса для путешествий, либо как праздничное кушанье. Ренданг исторически подавался в ходе застолий, приуроченных к свадьбам, выборам общинных старейшин или другим значимым семейным либо общественным событиям. Более того, по традициям минангкабау, в ходе подобных застолий он наделялся особым статусом «главы блюд» — кепа́ло-са́мба (мин. kepalo samba). Этот статус предполагал приготовление к трапезе только одной, большой порции ренданга, которая ставилась у торцевого места, отводившегося организатору мероприятия. Есть это угощение полагалось только в самом конце застолья: каждый из гостей получал по одинаковому небольшому кусочку без возможности добавки — из расчёта, что значительная часть «главы блюд» останется нетронутой, чтобы её потом могли доесть хозяева. Если по бедности или в силу других причин приготовить ренданг к торжественной трапезе хозяева не могли, на главное место стола выставлялась деревянная имитация этого блюда, которую поливали растительным маслом и присыпали специями.
Однако по мере популяризации ренданга за пределами районов исторического расселения минангкабау его место в гастрономической культуре менялось в сторону большей доступности и «демократичности». В решающей степени этому способствовало начавшееся во второй четверти XIX века широкое развитие на Суматре индустрии общественного питания, носителями которой были именно минангкабау. Владельцы множества падангских харчевен, учитывая вкусовые качества ренданга и его известность как кулинарного символа минангкабау, включали это кушанье в повседневное меню, чем со временем «девальвировали» его эксклюзивный, праздничный статус. В результате народы Индонезии, Малайзии, Сингапура и Брунея, знакомившиеся с рендангом, воспринимали его как обычное повседневное блюдо, и постепенно это восприятие распространялось также на самих минангкабау. При этом у последних, а также у некоторых других народов Суматры и малайцев, проживающих как на этом острове, так и в Малайзии, ренданг по-прежнему остаётся непременным атрибутом праздничных застолий — в том числе тех, которые приурочены к мусульманскому празднику Ураза-байрам, который в Индонезии и Малайзии именуется, соответственно, «Идуль-Фи́три» и «Айдилфи́три» (индон. Idul Fitri, малайск. Aidilfitri). Кроме того, у минангкабау различные виды рендангов относятся к числу наиболее популярных блюд, подаваемых в ходе коллективных трапез макан-баджамба, устраиваемых как по поводу религиозных и светских праздников, так и по случаю различных общественных и корпоративных мероприятий.
В отличие от некоторых других блюд индонезийской кухни, употребление в пищу ренданга не имеет какой-либо традиционной привязки к какой-то одной из трапез в течение дня: его могут есть и на завтрак, и на обед, и на ужин. Как и большинство других кушаний падангской кухни, в горячем виде его подают, как правило, лишь непосредственно после приготовления, а в дальнейшем разогревают крайне редко и подают почти всегда при комнатной температуре. Благодаря большому количеству специй и пряностей готовый ренданг может даже без холодильника храниться как минимум несколько дней, а отдельные виды этого блюда — до месяца.

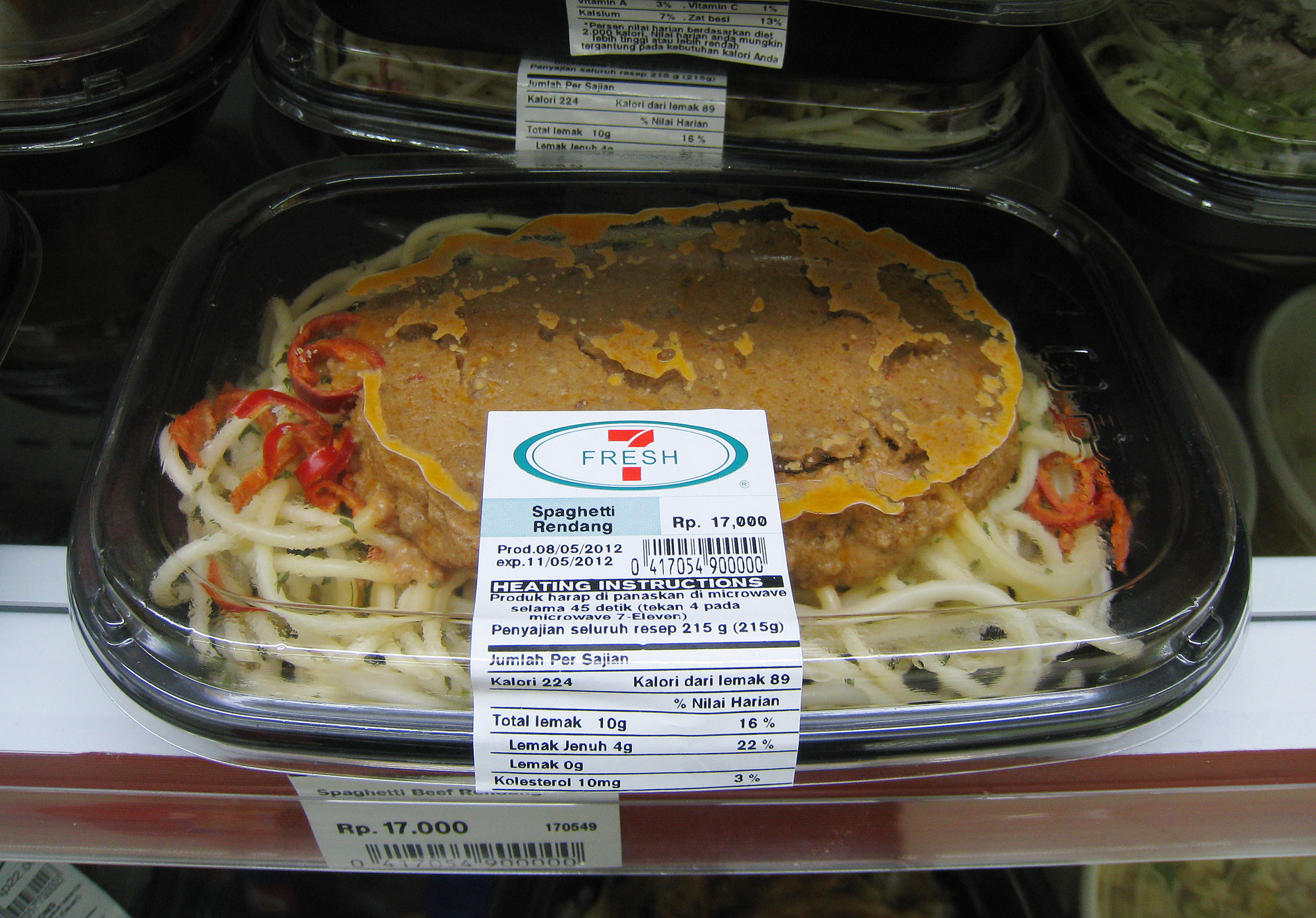
Спагетти с рендангом в сетевом магазине 7-Eleven. Джакарта, Индонезия

Ренданг подают как сам по себе — в качестве основного блюда, так и с гарниром, причём по традиции с гарниром гораздо чаще подаются «сухопутные» версии этого блюда. В роли гарнира чаще всего выступает либо обычный отварной рис, который обычно утрамбовывают в плотную горку, либо же лонтонг или кетупат — два традиционных для Малайского архипелага вида рисовых брикетов, которые варятся в облатке из пальмовых листьев. Первый из них, изготовляемый в продолговатом рулоне из цельных листьев, приобретает форму колбаски; второй, оборачиваемый перед варкой оплёткой из узких полосок листа, — прямоугольника. В дни Ураза-байрама именно кетупаты служат наиболее популярным сопровождением к рендангу, причём их обычно подают, не извлекая из оплётки, поскольку во многих районах Индонезии и Малайзии кетупат воспринимается как символ этого мусульманского праздника. Помимо этого, в Малайзии гарнирами к рендангу часто служат такие кушанья из риса, как наси-лемак и наси-импит: первое представляет собой рис, отваренный в кокосовом молоке с листьями пандана, придающими ему особый аромат, второе — спрессованный под гнётом обычный варёный рис, который при подаче нарезается небольшими кубиками.

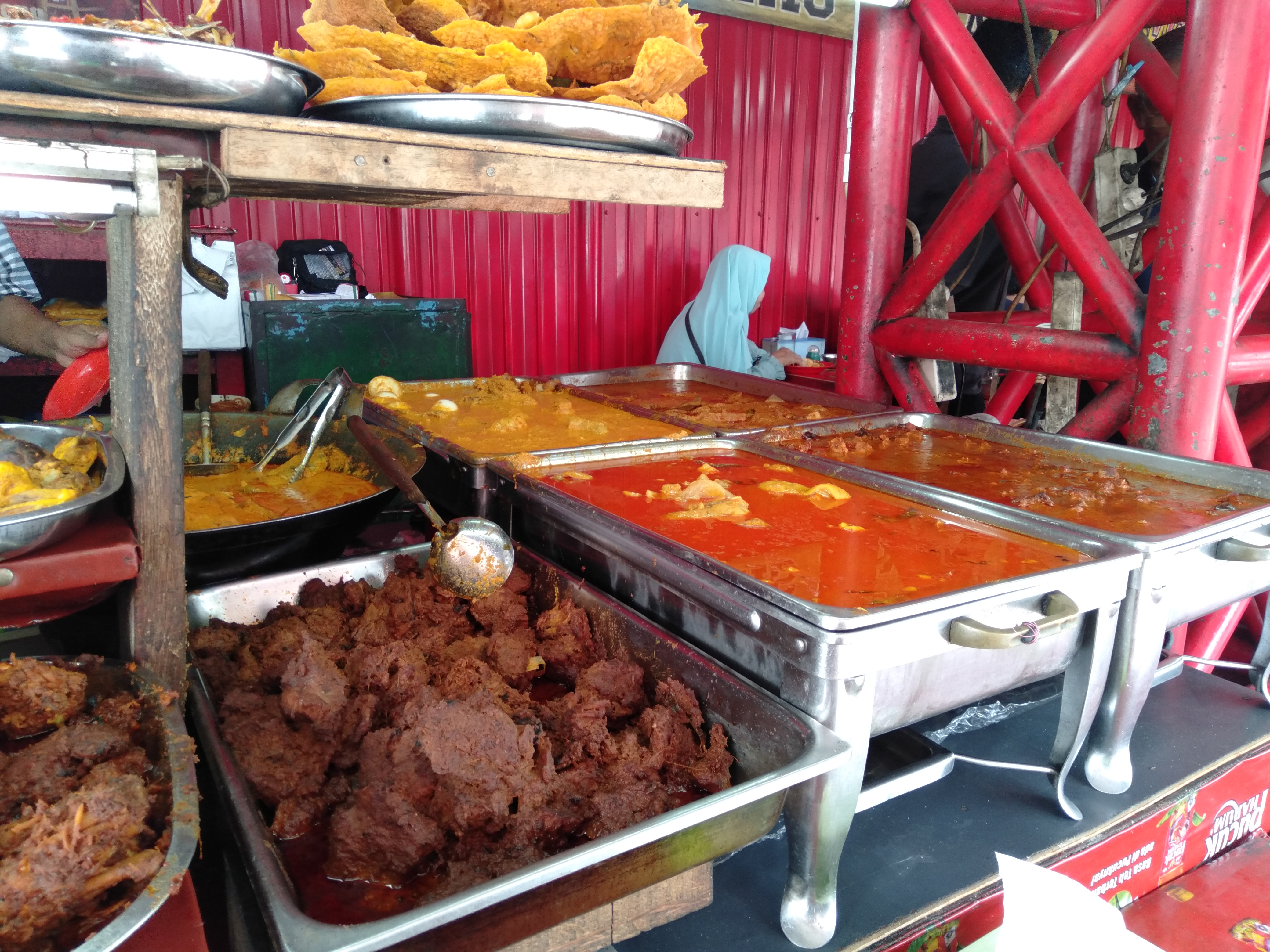
Ренданг, поданный при традиционной сервировке наси-капау. Западная Суматра

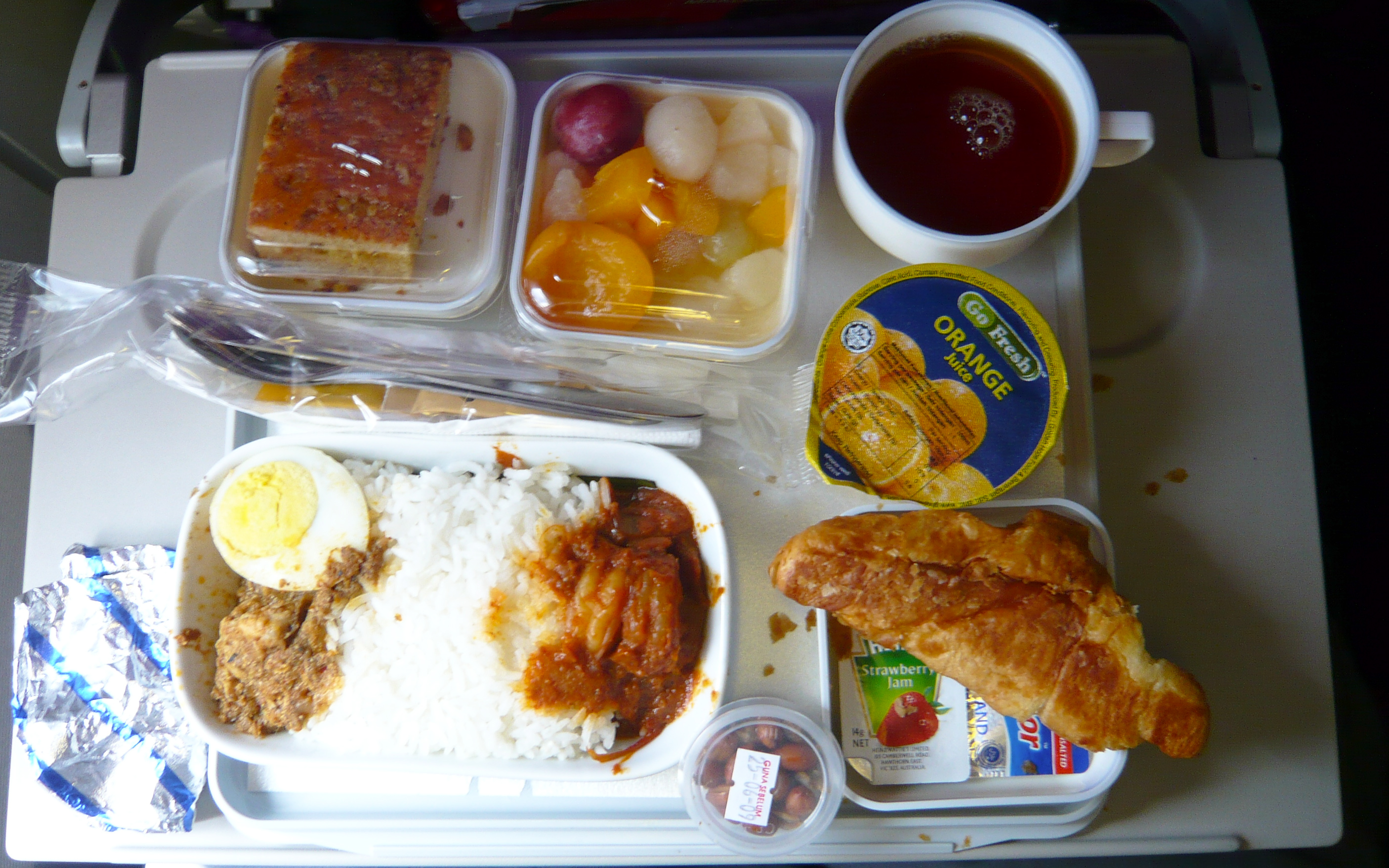
Ренданг, поданный на борту самолёта Malaysia Airlines

У минангкабау и малайцев вместо риса либо же вместе с рисом к рендангу могут подавать также гарнир из варёных или тушёных овощей: стручковой фасоли, крылатых бобов, листьев маниока, которые иногда перетирают в пюре, баклажанов или мякоти плодов хлебного дерева. Композицию могут дополнять несколько ломтиков огурца, как правило, очищенного от кожицы, либо один-два листка салата, а иногда (такие добавки в ходу в основном не у минангкабау, а у яванцев) — варёное яйцо, несколько пластинок крупука или небольшая порция ростков маша. Кроме того, у минангкабау к рендангам в качестве приправы нередко подаётся острый соус — самбал из зелёного перца чили. В некоторых западносуматранских заведениях общественного питания современного типа ренданг могут подать и с иным гарниром — например, с варёной лапшой, однако сами авторы такой подачи подчеркивают, что она является нетрадиционной, «экспериментальной».
Исторически ренданг, как и все другие блюда падангской кухни, принято есть руками, и этот способ приёма пищи по-прежнему практикуется весьма широко, особенно среди сельских жителей, а в городах — среди пожилых людей. Одновременно с этим всё более привычной становится еда с помощью столовых приборов европейского образца — вилки и ложки, которые у минангкабау, как и у большинства других народов Индонезии начали постепенно входить в обиход с середины XX века.
В современной ресторанной падангской кухне ренданг занимает исключительно важное место. Различные виды этого блюда являются неизменными составляющими наси-паданга и наси-капау — комплексных обедов, представляющих собой подачу множества разнообразных добавок к отварному рису, которые служат основой меню традиционных падангских харчевен и ресторанов. Если в составе наси-капау ренданги по ассортименту нередко уступают другому падангскому специалитету — гулаям, то в составе наси-паданга эти блюда практически всегда составляют важнейшую часть. Так, по опросам, проведённым индонезийской редакцией CNN, именно различные виды рендангов пользуются самым большим спросом среди посетителей многочисленных заведений общественного питания, подающих наси-паданг.

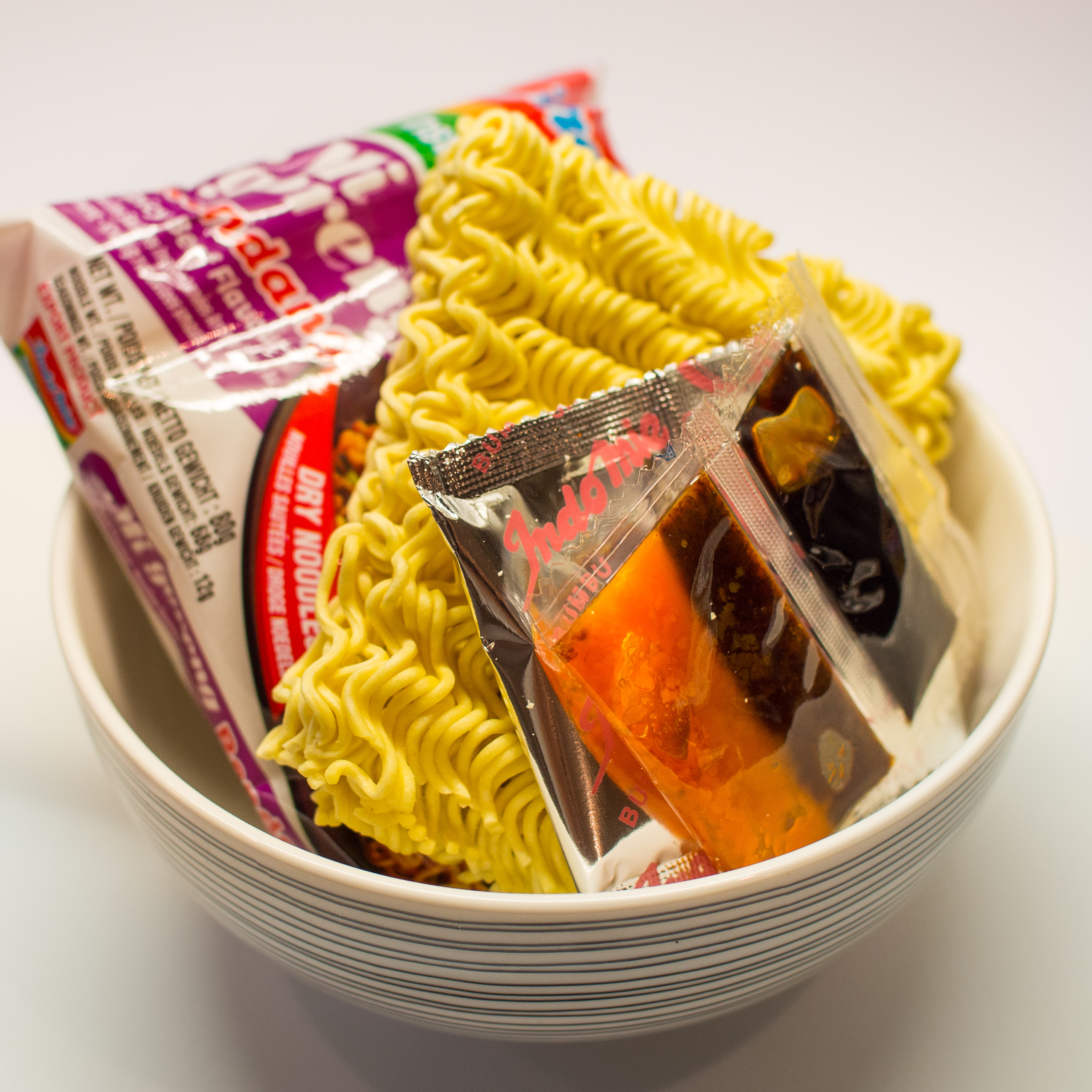
Лапша быстрого приготовления со вкусом говяжьего ренданга. Индонезия

Помимо традиционной подачи ренданга как самостоятельного блюда, он иногда используется как составная часть других традиционных индонезийских и малайзийских кушаний, в частности наси-горенга и ми-горенга: небольшая порция ренданга примешивается, соответственно, к варёному рису и к варёной лапше наряду с несколькими другими ингредиентами, после чего эта смесь обжаривается в растительном масле. Кроме того, с конца XX века некоторые индонезийские рестораны практикуют «гибридизацию» этого кушанья с блюдами кухонь других стран, в частности с такими известными итальянскими кулинарными специалитетами, как спагетти и пицца. В спагетти ренданг из очень мелко нарезанного мяса или мясного фарша замешивается в качестве наполнителя, а в случае с пиццей он выполняет роль топпинга. Некоторые индонезийские СМИ популяризируют подобные кулинарные инновации как рачительный способ использования остатков ренданга после праздничного застолья. Кроме того, производство подобных гибридных блюд осваивает и индонезийская пищевая промышленность: в продажу поступают такие полуфабрикаты, как спагетти с рендангом и лапша быстрого приготовления со вкусом ренданга.
В Индонезии и Малайзии ренданги продают на традиционных рынках и с тележек уличных разносчиков, а в магазинах современного типа эти кушанья часто реализуются в отделах готовой кулинарии. Кроме того, в обеих этих странах, а также в Нидерландах предприятия пищевой промышленности выпускают различные версии рендангов-полуфабрикатов, которые для подачи нужно просто разогреть на плите либо в микроволновке с добавлением небольшого объёма кокосового молока или даже без него. Нередко ренданги присутствуют в меню различных индонезийских и малайзийских авиакомпаний.

## Философское осмысление ренданга
В среде минангкабау с давних пор получило определённое распространение философское осмысление ренданга, в соответствии с которым приготовление этого кушанья требует проявления трёх важнейших человеческих добродетелей: мудрости, настойчивости и терпения. Мудрость якобы необходима для подбора оптимальных продуктов и приправ, настойчивость — для интенсивного перемешивания варева на первой стадии приготовления, а терпение — для многочасового томления ренданга на медленном огне.

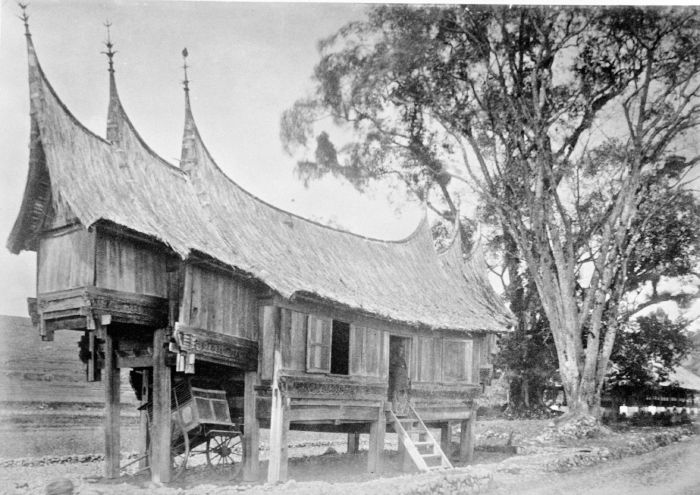
Традиционный дом общинного совета минангкабау, символом которого некоторые специалисты считают ренданг

Наряду с вышеизложенным — традиционным и достаточно широко известным толкованием символизма, якобы присущего этому блюду, существует и другое, ограниченное преимущественно академическими кругами. Так, в соответствии с исследованием, проведённым группой специалистов Исламского университета Северной Суматры, ингредиенты ренданга символизируют важнейшие социальные группы традиционного общества минангкабау. Так, в их интерпретации, говядина, наиболее популярный основной ингредиент кушанья, олицетворяет ниник-мамаков — родо-племенных старейшин народа минангкабау. Кокосовое молоко символизирует категорию чердик-пандэев — наиболее умных и образованных людей, которые выполняют роль советников для старейшин и наставников для простого народа. Красный перец, важнейшая приправа ренданга, является символом исламского духовенства, которое издавна играет исключительно важную роль в жизни минангкабау, и представители которого — наряду с ниник-мамаками и чердик-пандэями — по традиции принимают участие в общинных советах. Все же прочие многочисленные специи и пряности в этой трактовке представляют остальной народ минангкабау, олицетворяя его разнообразие и, одновременно, единство. В пользу сходной версии философского трактования ренданга высказывается также антрополог из падангского университета «Андалас» Йевита Нурти (индон. Yevita Nurti).